# 스나이프 전초지
스나이프 전초지 방어전(Defence of Outpost Snipe)은 1942년 10월 26일부터 10월 27일까지 제2차 세계 대전의 서부 사막 전역에서 일어난 전투로 제2차 엘 알라메인 전투의 일부로 진행되었다.
스나이프 전초지는 연합국 군대가 엘 알라메인 인근에 설정한 방어선이었다. 연합국 군대가 이집트에서 리비아로 진격하기 위해서는 이 곳을 방어해야 했다. 영국을 중심으로 한 연합국 군대는 치열한 전투 끝에 독일, 이탈리아를 중심으로 한 추축국 군대를 물리쳤다.